# Ignacio Vergara Iríbar
Iñaki Vergara Iribar (Ondarroa, Biscaia, 26 de gener de 1962) és un futbolista basc, ja retirat, que jugava com a porter.

## Trajectòria
Tot i que va militar nou campanyes en Primera Divisió, Vergara va ser suplent gairebé en totes elles. Va jugar 49 partits a la màxima divisió, sent la seua aportació més notable els 19 partits de la 1994/95 amb el CD Logroñés, l'any en què els riojans van descendir a Segona.
- 1986/1989 - Reial Múrcia CF
- 1989/1991 - Reial Societat
- 1991/1995 - CD Logroñés